# Amegilla binghami
Amegilla binghami är en biart som först beskrevs av Schulz 1906.  Amegilla binghami ingår i släktet Amegilla och familjen långtungebin. Inga underarter finns listade i Catalogue of Life.